# Scandales liés à la musique classique
 (mars 2024).
Cet article recense les scandales liés à la musique classique. Ceux-ci ont généralement lieu lors de la première représentation d'une œuvre controversée.

## Exemples
Parmi les exemples :
- 1830 : Daniel-François-Esprit Auber, La Muette de Portici (opéra, initie la révolution belge)[1] ;
- 1838 : Hector Berlioz, Benvenuto Cellini[2] ;
- 1905 : Richard Strauss, Salome (particulièrement la production de 1907 au Metropolitan Opera de New York) ;
- 1912 : Arnold Schönberg, Pierrot lunaire;
- 1913 :
  - Alban Berg - Altenberg Lieder (lors du Skandalkonzert)[3],
  - Igor Stravinsky, Le Sacre du printemps (ballet)[4],[5],
  - Francesco Balilla Pratella, Musica Futurista[6] ;
- 1917 : Erik Satie, Parade (ballet)[7] ;
- 1923 : Edgard Varèse, Hyperprism[8] ;
- 1924 : George Antheil, Ballet mécanique ;
- 1926 : Béla Bartók, Le Mandarin merveilleux (ballet)[9] ;
- 1954 : Edgard Varèse, Déserts[10] ;
- 1968 : Hans Werner Henze, Das Floß der Medusa ;
- 1973 : Steve Reich, Four Organs[11],[12].